# Mud Slide Slim and the blue horizon
Mud Slide Slim and the blue horizon es el tercer álbum en solitario de James Taylor. Publicado en abril de 1971, contiene su versión de «You've got a friend», escrita por su amiga Carole King, y que alcanzó el puesto número 1 en la lista Billboard Hot 100. El álbum alcanzó el puesto número 2 en la Billboard 200.

## Canciones
1. «Love has brought me around» – 2:41
2. «You've got a friend» (Carole King) – 4:28
3. «Places in my past» – 2:01
4. «Riding on a railroad» – 2:41
5. «Soldiers» – 1:13
6. «Mud Slide Slim» – 5:20
7. «Hey mister, that's me up on the jukebox» – 3:46
8. «You can close your eyes» – 2:31
9. «Machine Gun Kelly» (Danny Kortchmar) – 2:37
10. «Long ago and far away» – 2:20
11. «Let me ride» – 2:42
12. «Highway song» – 3:51
13. «Isn't it nice to be home again» – 0:55

## Músicos
- James Taylor — guitarra, voz
- Peter Asher - pandereta, coro
- Richard Greene — Viola de arco
- Kevin Kelly - piano, accordion
- Carole King — piano, voz
- Danny Kortchmar — guitarra
- Russ Kunkel — batería
- John Hartford - banjo
- Wayne Jackson - trompeta
- Andrew Love - saxo tenor
- Leland Sklar — bajo eléctrico
- Doug Bartenfeld - guitarra
- Joni Mitchell - coro
- Kate Taylor - coro
- Gail Haness - coro